# Leo Kanner
Leo Kanner (1894 - 1981) a fost psihiatru american de origine evreiască, cunoscut pentru cercetările sale asupra autismului.
Leo Kanner, născut la 13 iunie 1894 la Klekotow (astazi numit Klekotiv) în Austro-Ungaria (teritoriu situat în Ucraina de astazi) și decedat pe 4 aprilie 1981 la Sykesville (Maryland), s-a remarcat în domeniul psihiatriei infantile fiind cunoscut mai ales pentru faptul că a definit tabloul clinic al "autismului infantil precoce".